# 日南市立吾田小学校
日南市立吾田小学校（にちなんしりつ あがたしょうがっこう）は、宮崎県日南市戸高にある公立の小学校。

## 概要
歴史
1890年（明治23年）に創立。現校名になったのは1950年（昭和25年）。2025年（令和7年）に創立135周年を迎えた。
通学区域
「戸高山瀬、王子社宅、横通、後河内、中浦、日後谷、吾田団地、上隈谷、中隈谷、隈谷団地、上平野（一部）、星倉山瀬（一部）、中央区（一部）、下隈谷（一部）」。中学校区は日南市立吾田中学校。
校章
八稜鏡を背景にして、中央に校名の頭文字である「吾」の文字を置いている。
校歌
作詞は八波則吉、作曲は田村虎蔵による。歌詞は3番まであり、歌詞中に校名は登場しない。

## 沿革
- 1889年（明治22年）5月1日 - 南那珂郡5村（星倉、隈谷、戸高、平野、西弁分）が合併の上、「吾田村」が発足。
- 1890年（明治23年）7月 - 尋常科（4年制）を設置の上、一里松に「尋常吾田小学校」が創立。当時の児童数は188名。
- 1901年（明治24年）- 校旗を制定。
- 1892年（明治25年）4月 - 「吾田尋常小学校」に改称。
- 1903年（明治36年）4月 - 高等科（4年制）を併置の上、「吾田尋常高等小学校」に改称。
- 1908年（明治41年）4月1日 - 改正小学校令により、義務教育年限（尋常科の修業年限）が4年から6年に延長となる。
  - 旧高等科1年を尋常科5年、旧高等科2年を尋常科6年、旧高等科3年を高等科1年、旧高等科4年を高等科2年に振り替える（尋常科6年・高等科2年）。
- 1914年（大正3年）- 桜島大噴火により、休校を余儀なくされる。
- 1915年（大正4年）- 校章（帽章）を制定。
- 1941年（昭和16年）4月1日 - 国民学校令により、「吾田村吾田国民学校」と改称。尋常科を初等科に改める。
- 1947年（昭和22年）- 学制改革が行われる（六・三制の実施）。
  - 4月1日 - 国民学校の初等科が、新制小学校「吾田村立吾田小学校」に改組・改称。
  - 5月8日 - 国民学校の高等科は青年学校普通科とともに、新制中学校「吾田村立吾田中学校」に改組・改称。
- 1948年（昭和23年）5月3日 - 町制施行により、「吾田町」が発足。「吾田町立吾田小学校」に改称。
- 1950年（昭和25年）1月1日 - 町村合併により、日南市が発足。これにより、「日南市立吾田小学校」（現校名）に改称。
- 1953年（昭和28年）4月1日 - 日南市立桜ヶ丘小学校を新設・分離。100名の児童が転出。
- 1955年（昭和30年）- 太平洋戦争中に米軍機により投下された不発弾の処理が行われる。
- 1958年（昭和33年）- 給食を開始。
- 1969年（昭和44年）- 講堂（体育館）が完成。
- 1973年（昭和48年）- プールが完成。
- 1985年（昭和60年）- 宮崎県内で最大規模のマンモス校となる。児童数は1,375名。
- 1988年（昭和63年）4月1日 - 日南市立吾田東小学校を新設・分離。
- 1990年（平成2年）- 創立100周年記念式典を挙行。
- 2001年（平成13年）4月 - この時の入学生より、飫肥（おび）杉でできた児童机・椅子の使用を開始。

## 交通アクセス
最寄りの鉄道駅
- JR九州 日南線 「日南駅」

最寄りのバス停
- 日南市コミュニティバス 「戸倉医院」バス停
- 宮崎交通バス 「安定所入口」バス停

最寄りの幹線道路
- 国道222号

## 周辺
- 宮崎県日南保健所
- ハローワーク日南（日南公共職業安定所）
- 日南市立吾田中学校
- 日南学園中学校・高等学校